# Rásonysápberencs
Rásonysápberencs est une commune hongroise du comitat de Borsod-Abaúj-Zemplén en Hongrie septentrionale. La commune a été créée en 1938 par fusion de Abaújsáp, Rásony et Szárazberencs.